# Good-bye Days
Good-bye Days è un brano musicale della cantante giapponese Yui, pubblicato come suo sesto singolo il 14 giugno 2006. Il brano è incluso nell'album Can't Buy My Love, secondo lavoro della cantante. Il singolo ha raggiunto la terza posizione della classifica Oricon dei singoli più venduti in Giappone, vendendo 241.873, ed è stato certificato disco di platino.
Il brano è stato usato come sigla per il film cinematografico Taiyō no uta (film) la cui protagonista femminile è la stessa Yui.

## Tracce
CD Singolo SRCL-6278
1. Good-bye days
2. Skyline
3. It's happy line
4. Good-bye days ~Instrumental~

## Classifiche
| Classifica (2006) | Posizione più alta |
| ----------------- | ------------------ |
| Giappone (Oricon) | terza              |